# Gare de l'avenue de Vincennes
La gare de l'avenue de Vincennes est une gare ferroviaire française désaffectée de la ligne de Petite Ceinture, située dans le 20e arrondissement de Paris, près de la porte de Vincennes, en région Île-de-France.

## Situation ferroviaire
La gare de l'avenue de Vincennes est située sur la ligne de Petite Ceinture, désaffectée, entre les gares de Bel-Air-Ceinture et de Rue d'Avron.

## Histoire
La gare ouvre aux voyageurs le 26 avril 1869. Reconstruite après une campagne de travaux visant à supprimer, sur la rive droite de la Seine, les passages à niveau de la ligne de Petite Ceinture, elle rouvre le 16 mai 1889.
Elle jouxte le pont du cours de Vincennes, situé au sud et auquel le bâtiment voyageurs servait de culée. La partie haute a été détruite. Longtemps occupée par un concessionnaire automobile, la partie basse subsiste sous les voies, au rez-de-chaussée. Les escaliers d'accès ont été détruits mais les quais demeurent. Du côté est, une longue rampe conduit aux voies. L'emprise a servi de dépôt de bus provisoire pour la RATP de 2010 à 2015 lors de la reconstruction du centre bus de Lagny, situé à proximité.
Comme les autres gares de la ligne de Petite Ceinture, elle est fermée au trafic voyageurs depuis le 23 juillet 1934. Elle est actuellement désaffectée.

## Galerie

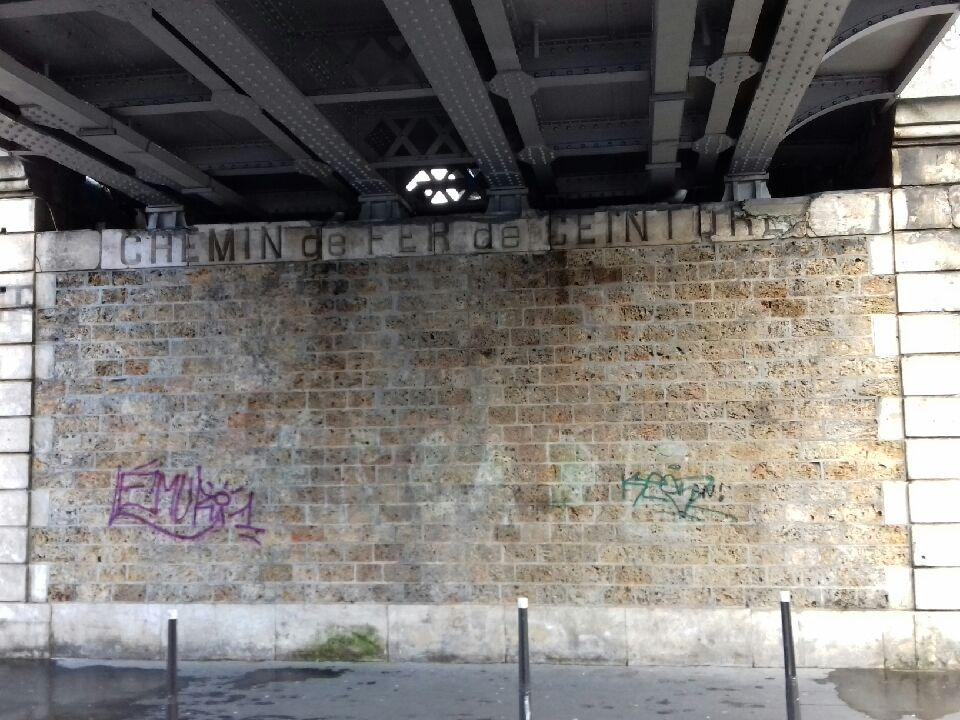
Détail de l'ancienne inscription, sous le pont du cours de Vincennes.
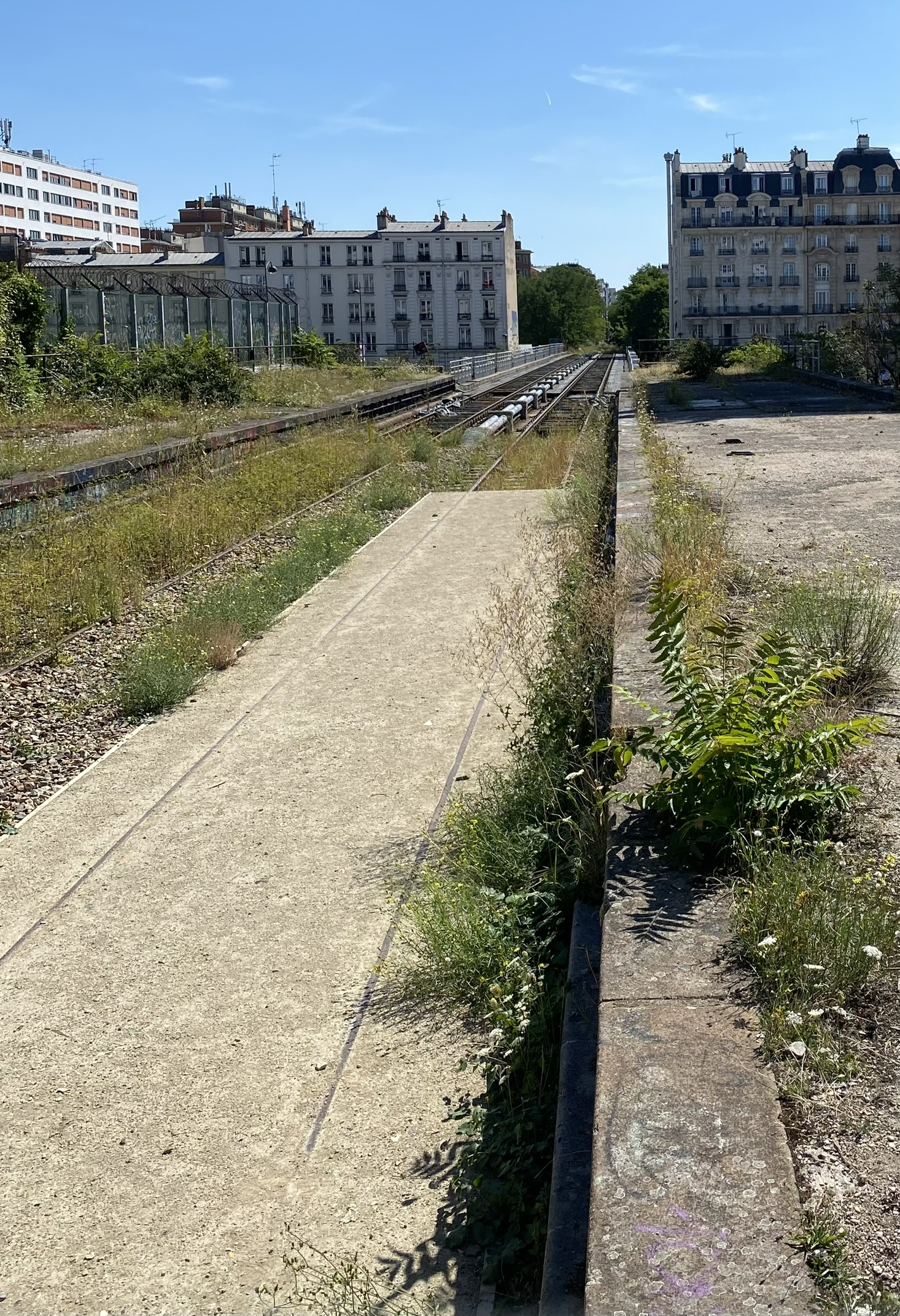
Vue depuis la gare vers le pont du cours de Vincennes